# Sully (Saona e Loira)
Sully è un comune francese di 580 abitanti situato nel dipartimento della Saona e Loira nella regione della Borgogna-Franca Contea.
Ha dato i natali al presidente francese Patrice de Mac-Mahon, Duca di Magenta, che nacque nel locale castello tuttora di proprietà della sua famiglia.

## Società

### Evoluzione demografica
Abitanti censiti